# Budy (województwo warmińsko-mazurskie)
Budy – osada w Polsce położona w województwie warmińsko-mazurskim, w powiecie szczycieńskim, w gminie Dźwierzuty. Wchodzi w skład sołectwa Dźwierzuty. Według podziału administracyjnego Polski obowiązującego w latach 1975–1998 miejscowość należała do województwa olsztyńskiego.
Dawny majątek ziemski, jeszcze do początków XX w. jako folwark Budy należały do dóbr w Małszewku.

## Zabytki
- Zespół parkowo-dworski: pałac, zabudowania folwarczne, czworaki oraz park o charakterze parku krajobrazowego. Budynek dworu zbudowany w połowie XIX w. W latach późniejszych był rozbudowany, architektonicznie nawiązuje do baroku i eklektyzmu.